# Тобиас Ратгеб
Тобиас Ратгеб (на немски: Tobias Rathgeb, роден на 3 май 1982 г., в град Остфилдерн, Германия) е немски футболист, полузащитник, играещ в Ханза Росток. Играл е още за отборите на ФФБ Щутгарт и Санкт Гален.